# Exilles
Exilles (occitano Eissilhas, piamontés Isiles) es una comuna italiana de la Ciudad metropolitana de Turín, región de Piamonte.

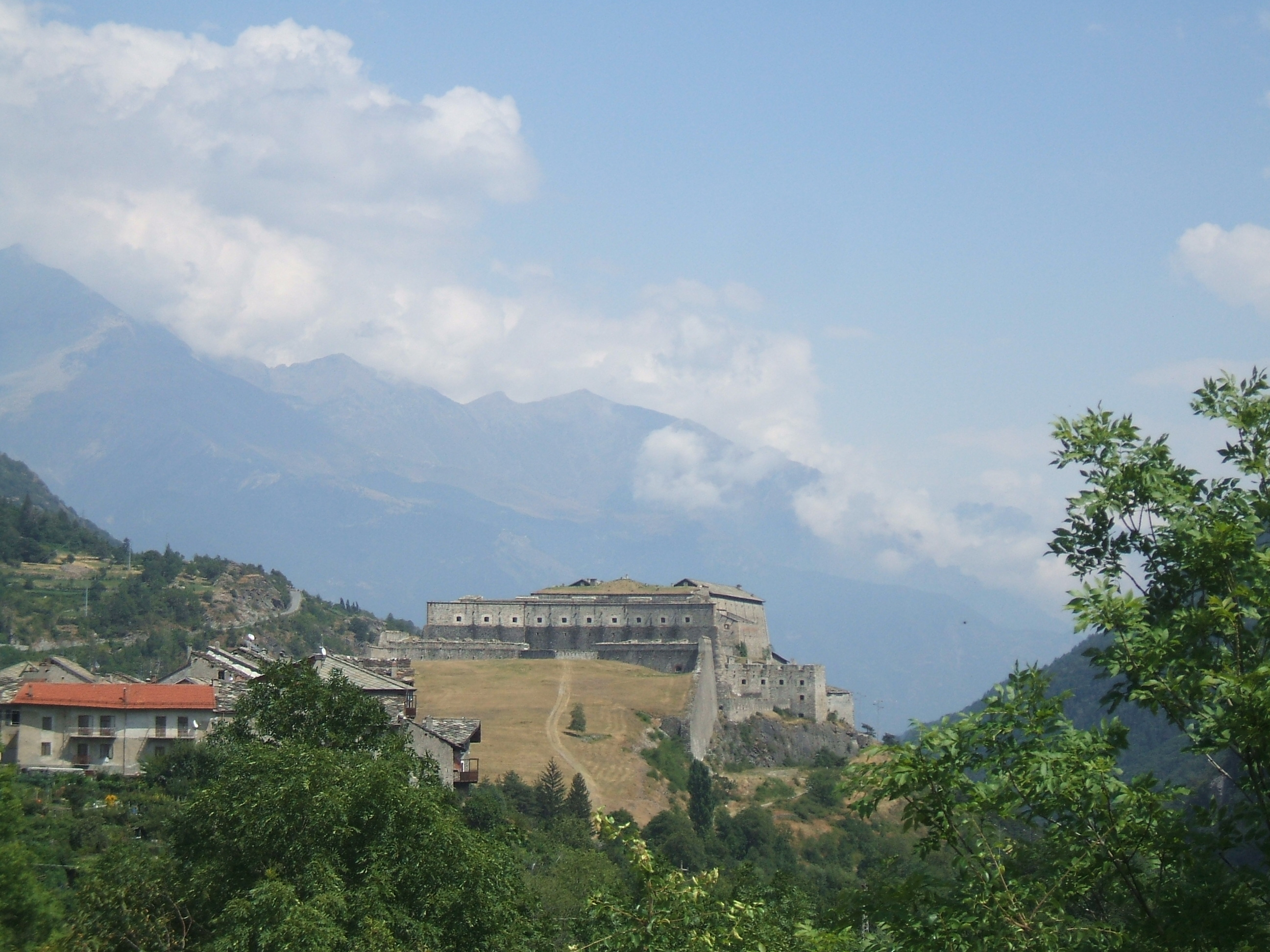
Fuerte de Exilles

Está ubicada en el Valle de Susa, uno de los Valles Occitanos. Limita con los municipios de Bardonecchia, Bramans (Savoya), Chiomonte, Giaglione, Oulx, Pragelato, Salbertrand y Usseaux.

## Historia
Importante fortaleza del Ducado de Saboya, fue ocupada por Francia en 1541-1559, 1591-1593 y 1595-1708.

## Evolución demográfica
| Gráfica de evolución demográfica de Exilles entre 1861 y |
|                                                          |
| Fuente ISTAT - elaboración gráfica de Wikipedia          |

## Administración
| Periodo    | Nombre                        | Partido      |
| ---------- | ----------------------------- | ------------ |
| 2004-2008  | Gianfranco Joannas            | Lista cívica |
| Desde 2009 | Michelangelo Luigi Castellano | Lista cívica |